# Apesia
Apesia (griechisch Απεσιά oder Απαισιά) ist eine Gemeinde im Bezirk Limassol in der Republik Zypern. Bei der Volkszählung im Jahr 2021 hatte sie 620 Einwohner.

## Lage und Umgebung

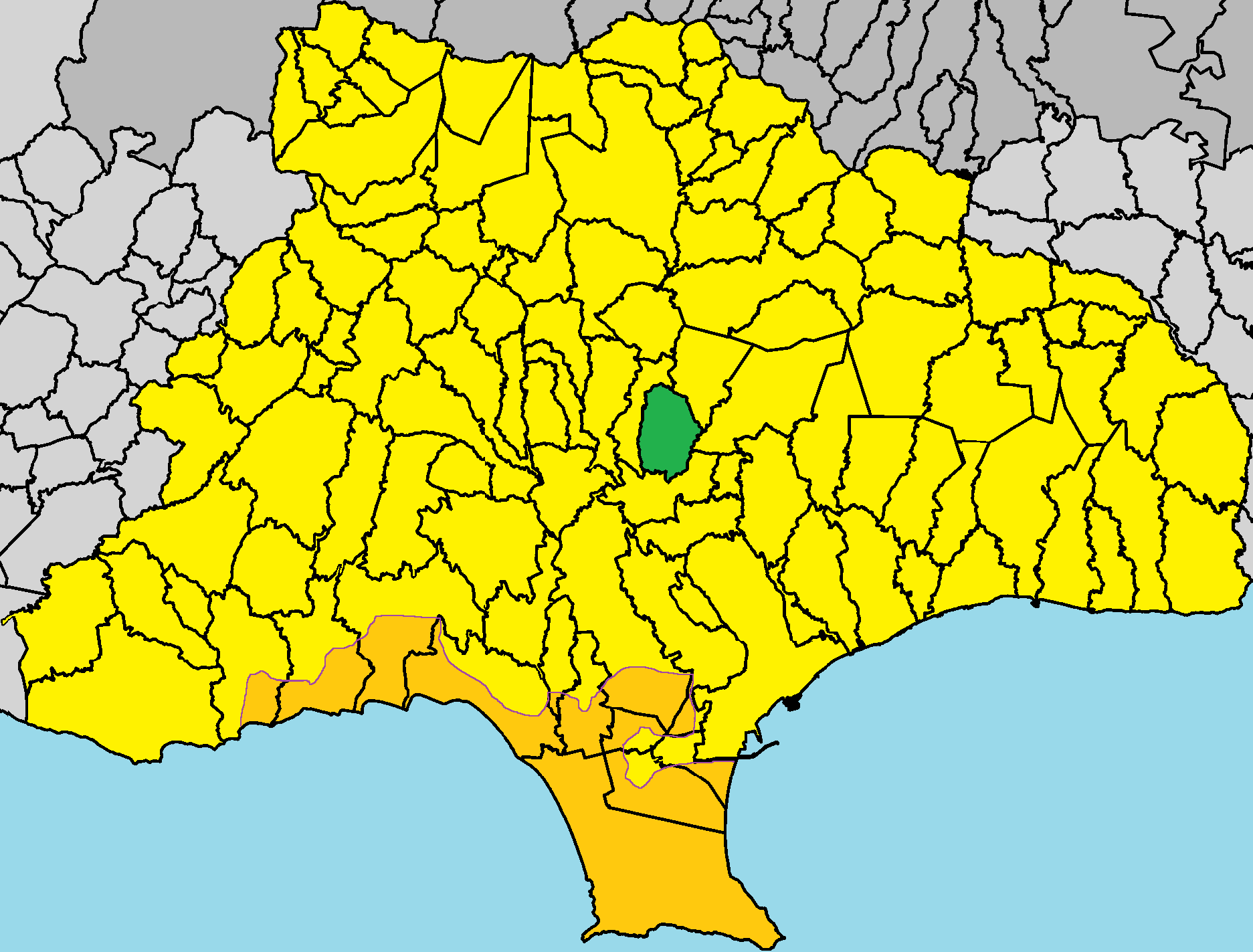
Lage im Bezirk Limassol

Apesia liegt im Süden der Mittelmeerinsel Zypern auf einer Höhe von etwa 485 Metern, etwa 13 Kilometer nordwestlich von Limassol. Es befindet sich südlich des Troodos-Gebirges, ist damit halbgebirgig, und wurde inmitten der Flüsse Garyllis und Limnati erbaut.
Das etwa 9,6 Quadratkilometer große Dorf grenzt im Süden an Paramytha, im Westen und Nordwesten an Korfi, im Nordosten an Gerasa und im Osten an Apsiou.

## Geschichte
Archäologische Funde in der Umgebung weisen darauf hin, dass das Dorf seit der Jungsteinzeit bewohnt war. Im Hof der Dorfschule und Dorfkirche befinden sich Grabsteine mit griechischen Inschriften, während es in der Umgebung auch antike römische Gräber gab, die zerstört wurden.

### Bevölkerungsentwicklung
| Jahr      | 1881 | 1891 | 1901 | 1911 | 1921 | 1931 | 1946 | 1960 | 1976 | 1982 | 1992 | 2001 | 2011 | 2021 |
| Einwohner | 100  | 134  | 156  | 187  | 234  | 221  | 273  | 292  | 329  | 239  | 280  | 323  | 474  | 620  |